# Gaisbergbahn
| Zug in der Haltestelle und Ausweiche Zistelalm (ca. 1900) |                     |                 |              |
| |                     |                 |              |
| Streckenlänge: | 5,309 km            |                 |              |
| Spurweite: | 1000 mm (Meterspur) |                 |              |
| Maximale Neigung: | 250 ‰               |                 |              |
| Minimaler Radius: | 120 m               |                 |              |
| Zahnstangensystem: | System Riggenbach   |                 |              |
| Streckengeschwindigkeit: | 10 km/h             |                 |              |
| |                     |                 |              |
| \| \| -0,019 \| Salzburg-Parsch \| 429 m ü. A. \| \| \| 2,319 \| Judenbergalpe \| 735 m ü. A. \| \| \| 3,672 \| Zistelalm \| 996 m ü. A. \| \| \| 5,231 \| Gaisbergspitze \| 1275 m ü. A. \| |                     |                 |              |
| Kopfbahnhof Streckenanfang (Strecke außer Betrieb) | -0,019              | Salzburg-Parsch | 429 m ü. A.  |
| Bahnhof (Strecke außer Betrieb) | 2,319               | Judenbergalpe   | 735 m ü. A.  |
| Bahnhof (Strecke außer Betrieb) | 3,672               | Zistelalm       | 996 m ü. A.  |
| Kopfbahnhof Streckenende (Strecke außer Betrieb) | 5,231               | Gaisbergspitze  | 1275 m ü. A. |

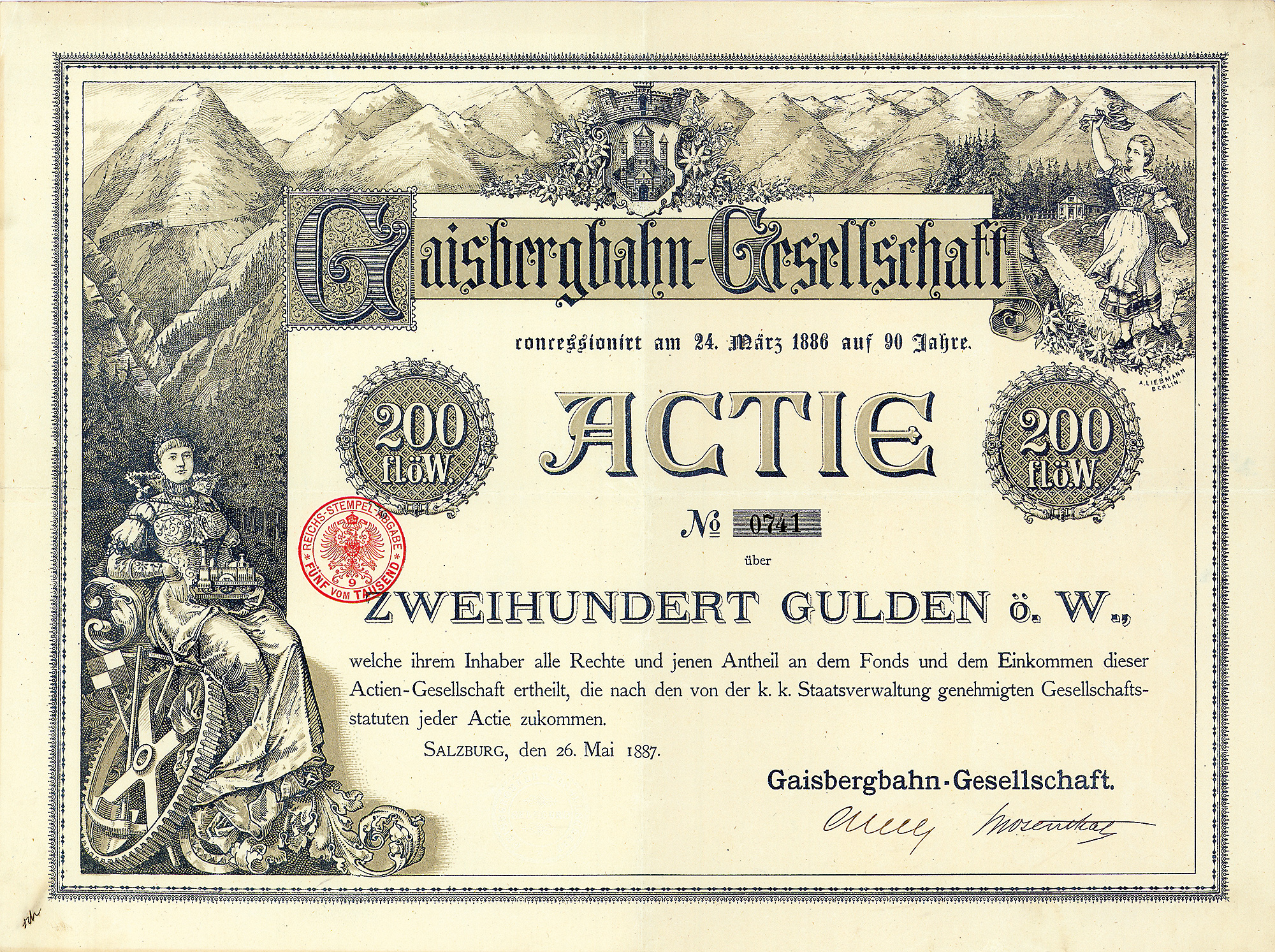
Aktie über 200 Gulden ö. W. der Gaisbergbahn-Gesellschaft vom 26. Mai 1887

Die Gaisbergbahn war eine von 1887 bis 1928 verkehrende, für den öffentlichen Personenverkehr bestimmte Zahnradbahn in der Stadt Salzburg. Die schmalspurige Bergbahn verlief vom Bahnhof des Salzburger Stadtteils Parsch über circa einen Kilometer parallel zur Salzburg-Tiroler-Bahn und bog dann, dem Verlauf der heutigen Apothekerhofstraße folgend, Richtung Gaisberg ab. Über die Stationen Judenberg und Zistelalm wurde die Gaisbergspitze auf 1275 m erreicht. Die 5,3 km lange Bahn diente in erster Linie touristischen Zwecken.

## Geschichte

### Entstehung

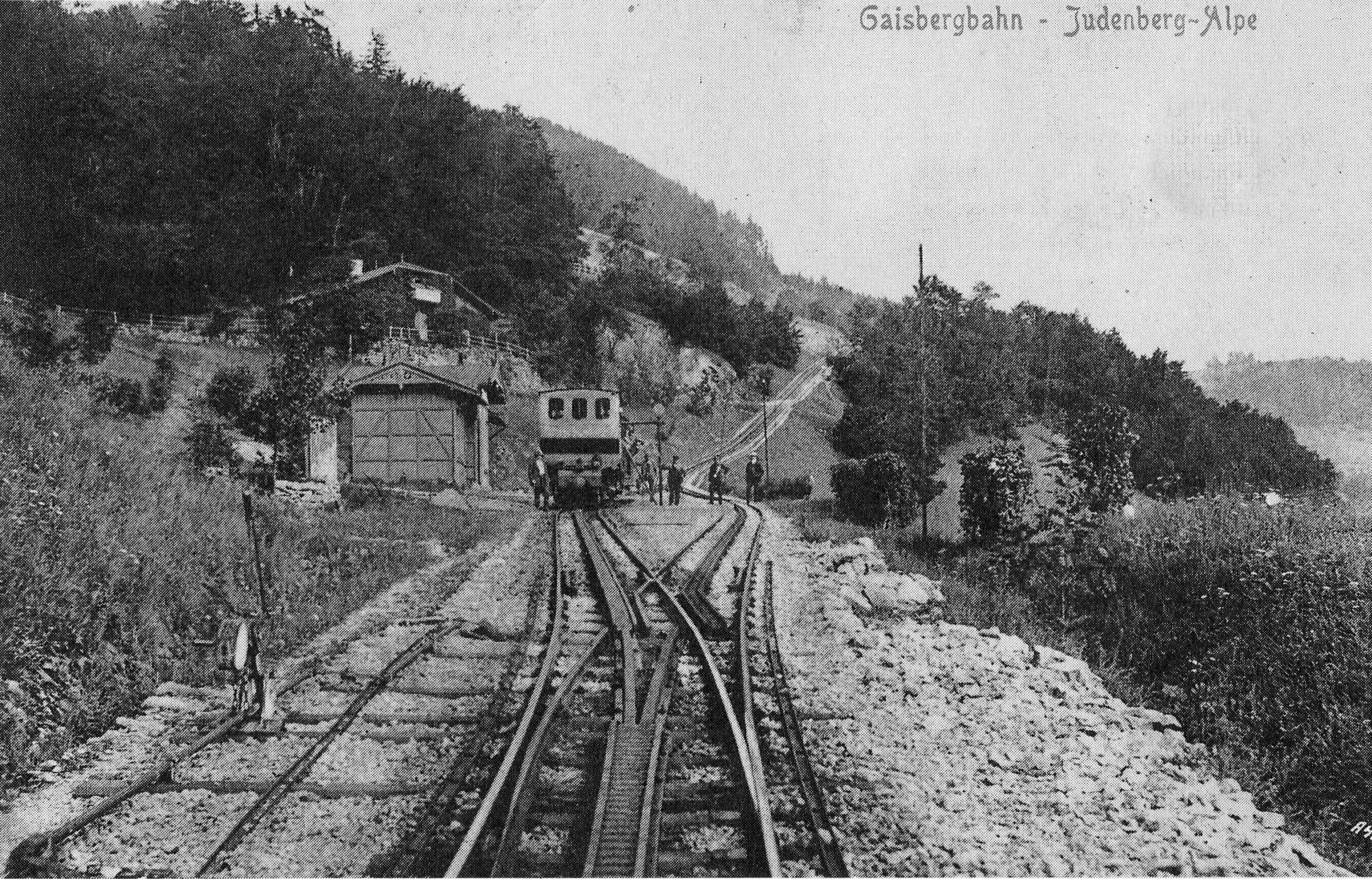
Haltestelle und Betriebsausweiche Judenbergalm um 1912

Am 25. Mai 1887 wurde die Bergbahn durch die AG Gaisbergbahn Gesellschaft feierlich eröffnet (Concessionsurkunde vom 24. März 1886, für die Zahnradbahn auf den Gaisberg bei Salzburg). Mit Kundmachung des Eisenbahnministeriums vom 21. September 1897 wurde die bestehende Zahnradbahn auf den Gaisberg bei Salzburg rücksichtlich des Betriebes als Kleinbahn im Sinne des Gesetzes vom 31. December 1894 (R. G. Bl. Nr. 2 ex 1895) anerkannt.
Zu Beginn des Jahres 1889 beschloss die Generalversammlung der Aktionäre der Gaisbergbahn den Ankauf des Gaisberges mit dem Ziel, umfängliche tourismusfördernde Um- und Neubauten von Hotels und sonstigen Anlagen vornehmen zu können.

### Der Erste Weltkrieg und die Folgen

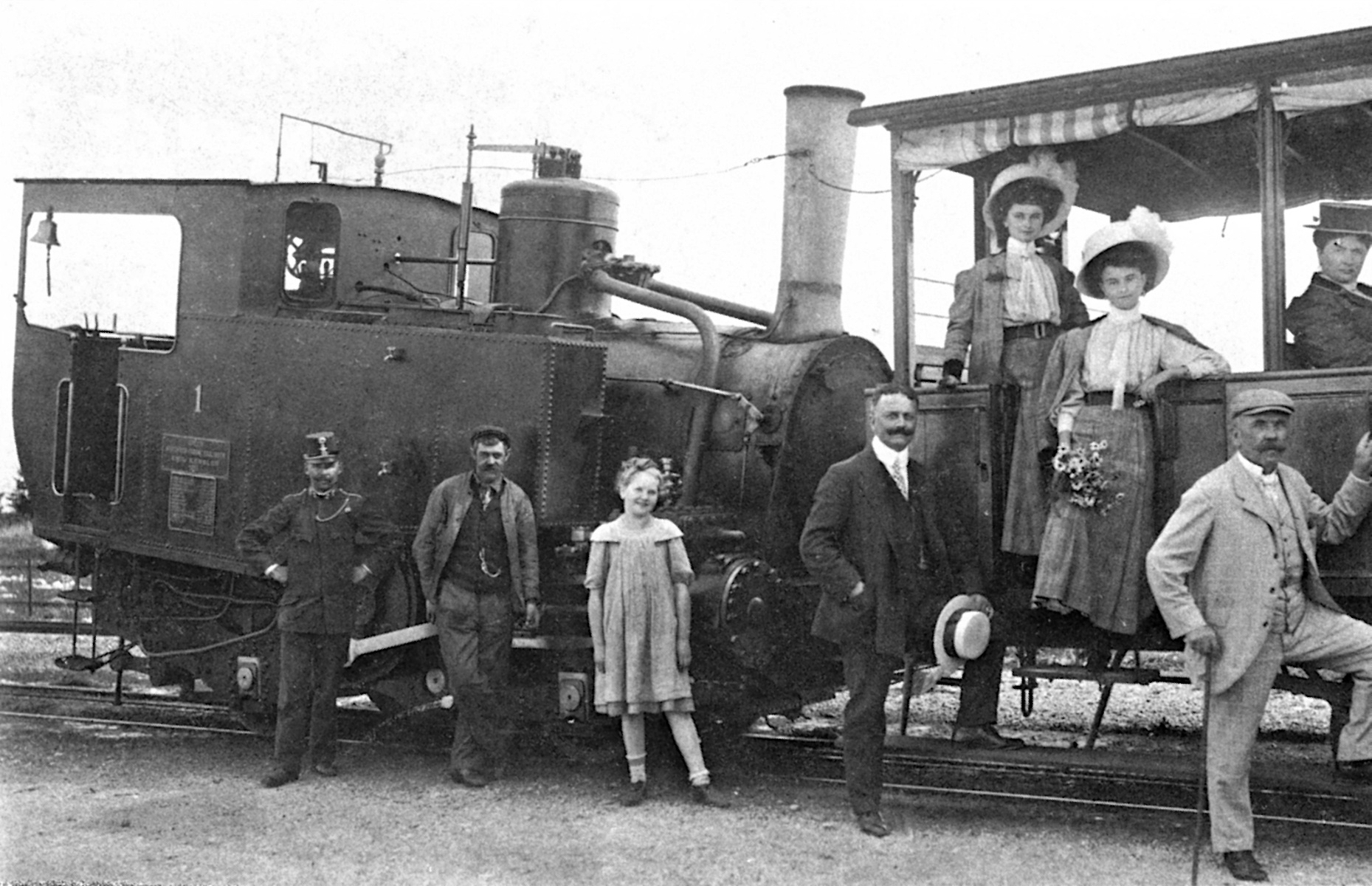
Souvenirfoto mit Touristen und Zugpersonal in der Bergstation Gaisberg-Spitze (1909)

Das Jahr 1914 hatte hoffnungsvoll begonnen, aber mit Beginn des Ersten Weltkriegs brach der Verkehr abrupt ab. Im darauf folgenden Jahr wollte man den Betrieb gar nicht aufnehmen, aber das damalige kaiserlich-königliche-Eisenbahnministerium bestand darauf unter dem Hinweis der Betriebspflicht, sodass ab 1. Juli 1915 ein bescheidener Betrieb abgewickelt wurde. Die Jahre 1916 und 1917 waren für die Bahn von mäßigem Erfolg. Im Jahr 1918 gab es infolge der Kriegsumstände keine Kohle mehr und der Betrieb ruhte bis 1920. Während dieser Zeit wurden lediglich einige Arbeits- und Güterzüge geführt. Der reguläre Betrieb wurde wieder im Frühjahr 1921 aufgenommen.

### Einstellung
1927 kam das Projekt einer auf den Gaisberg führenden Höhenstraße auf, welches sich mit Landesgesetz vom 26. Jänner 1928 konkretisierte: Der Bau einer Gaisberg-Mittelgebirgsstraße als Landesstraße war vom Salzburger Landtag beschlossen worden.
Am 30. Oktober 1928 verkehrte der letzte planmäßige Zug der Gaisbergbahn, welche dann der im nächsten Jahr eröffneten, bemauteten Gaisbergstraße weichen musste. Die Bahnkonzession wurde mit 15. Mai 1929 für erloschen erklärt.

### Relikte

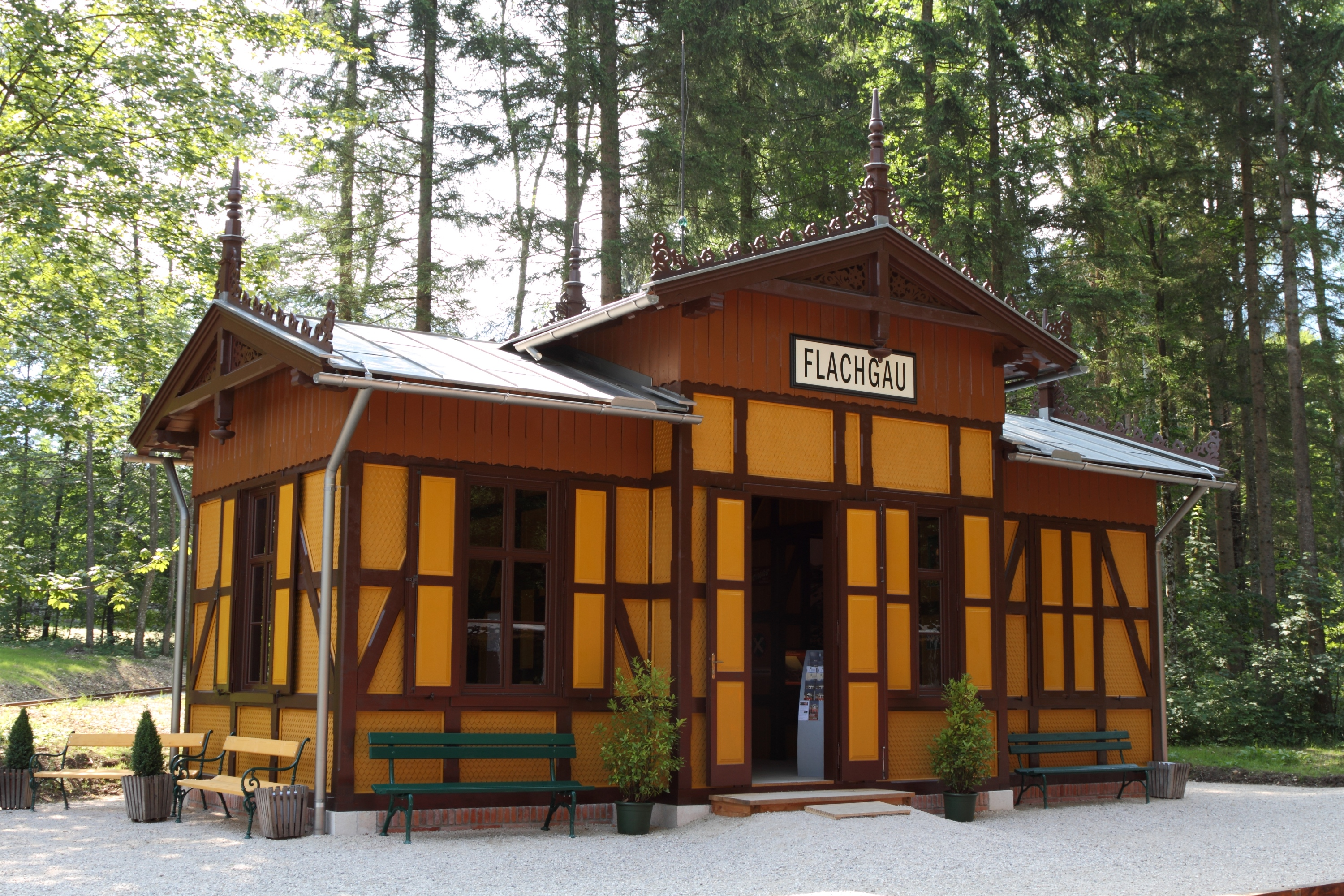
Nachbau der Station Zistelalm im Salzburger Freilichtmuseum

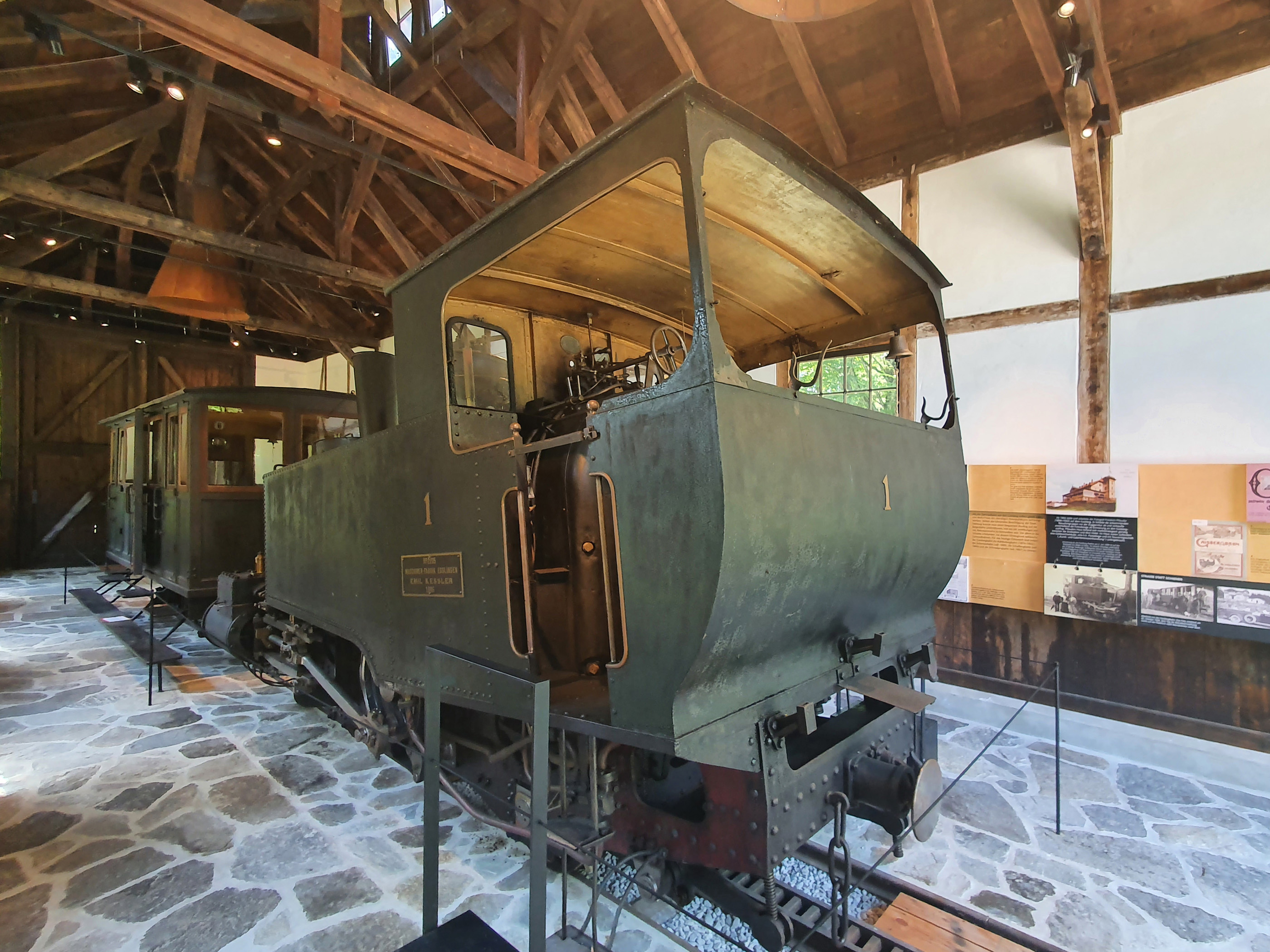
Lok 1 und Wagen 6 in Großgmain

Nach der Stilllegung im Jahre 1928 wurde die Gleisanlage erst im Frühjahr 1930 abgebaut und die Wagenhalle abgetragen. Der Bahnhof Parsch samt Heizhaus bestehen in umgebauter Form weiter, und südlich des Bahnhofes besteht das für die Bediensteten der Gaisbergbahn errichtete Beamtenwohnhaus ebenfalls noch. Im unteren Bereich der ehemaligen Gleisanlage befinden sich heute Wohnsiedlungen.
Weiter vorhanden ist auch die Station Judenberg. Vor dem Stationsgebäude erinnert eine Tafel an das Bestehen der Zahnradbahn. Entlang der Trasse, die heute als beliebte Wanderroute genutzt wird, sind einige Kilometersteine erhalten geblieben. An einigen von diesen sind noch die Initialen GB für Gaisbergbahn zu erkennen.
Auf dem Gaisbergplateau befand sich zu Zeiten des Bahnbetriebs neben dem einstigen Hotel auch das Atelier des Fotografen Friedrich Pflauder, das auch k. u. k.-Postablage war (und heute ein Restaurant beherbergt). Aufgrund dessen existieren noch zahlreiche Fotos und Postkarten, die die Gaisbergbahn zeigen.
Eine originalgetreue Nachbildung der Station Zistelalm fungiert als Haltestelle der Museumsfeldbahn Großgmain im Salzburger Freilichtmuseum in Großgmain.
Da der Ausflugsverkehr auf den Gaisberg permanent zunimmt, wurde mehrmals über eine Wiedererrichtung der Gaisbergbahn diskutiert; vorerst konnten aufgrund von notwendigen Grundstücksablösungen und des beträchtlichen Finanzaufwandes noch keine Maßnahmen ergriffen werden.
Die Lokomotive 1 wurde mitsamt dem Vorstellwagen seitens des Technischen Museums Wien an das Freilichtmuseum Großgmain verliehen und wird dort in der ehemaligen Remise Böckstein ausgestellt.
Im Jahr 2016 war ein angeblicher Wiederaufbau der Gaisbergbahn samt Hotelneubau, finanziert von einem „chinesischen Großinvestor“ Bestandteil eines Aprilscherzes des ORF.

## Strecke und Betrieb
Die Gaisbergbahn wurde eingleisig gebaut und besaß weitestgehend einen eigenen Bahnkörper mit Ausweichen. Die Spurweite betrug 1000 Millimeter, die Strecke von Parsch bis zur Gaisbergspitze war über fünf Kilometer lang. Unmittelbar neben ehemaligen Bahnhof Parsch (seit 2003 durch die etwas weiter südlich gelegene S-Bahnhaltestelle Salzburg Parsch ersetzt) befand sich die Talstation. Zeitweise war diese auch durch eine Zweigstrecke der Lokalbahn Salzburg–Hangender Stein vom Zentrum her erreichbar. An der Endstation Gaisbergspitze befinden sich heute ein Restaurant, ein Startplatz für Paragleiter und ein vielbesuchter Aussichtspunkt, der weite Ausblicke auf das umgebende Bergland und die Stadt Salzburg bietet.
Die Züge der Bergbahn verkehrten nach einem festen Fahrplan, wobei in der Regel meistens zwei Züge auf der Strecke waren. Eine Bergfahrt dauerte circa eine Stunde. Die Strecke war mit einer Leiterzahnstange nach dem System Riggenbach ausgestattet. In den ersten Betriebsjahren wurden – entgegen den späteren – während der Berg- und Talfahrt die Vorstellwagen nicht mit den jeweiligen Lokomotiven gekuppelt.
Die verkehrstechnische Bedeutung der Bahn beschränkte sich hauptsächlich auf den Tagestourismus, wenngleich dieser zeitweise enorme Ausmaße annahm.

## Lokomotiven
| Lokomotiven der Gaisbergbahn | Lokomotiven der Gaisbergbahn | Lokomotiven der Gaisbergbahn | Lokomotiven der Gaisbergbahn | Lokomotiven der Gaisbergbahn | Lokomotiven der Gaisbergbahn                                                          |
| Nummer                       | Anzahl                       | Hersteller                   | Bauart                       | Baujahre                     | Bemerkungen                                                                           |
| ---------------------------- | ---------------------------- | ---------------------------- | ---------------------------- | ---------------------------- | ------------------------------------------------------------------------------------- |
| 1–5                          | 5                            | Esslingen, Floridsdorf       | 2zz n2t 2z n2t               | 1886–1888                    | 1–3 als 2zz n2t geliefert, 1889–1890 1–2 in 2z n2t umgebaut; 4–5 als 2z n2t geliefert |